# Babirussa de Sulawesi
La babirusa de Sulawesi (Babyrousa celebensis) és un animal semblant a un porc que viu al nord de Sulawesi i les illes pròximes de Lembeh, a Indonèsia. Té dos parells de grans ullals formats per dents canines engrandides. Les canines del maxil·lar inferior sobrepassen la part superior del musell, corbant-se enrere cap al front. La babirussa de Sulawesi és una espècie amenaçada.